# Ornitina transcarbamilase

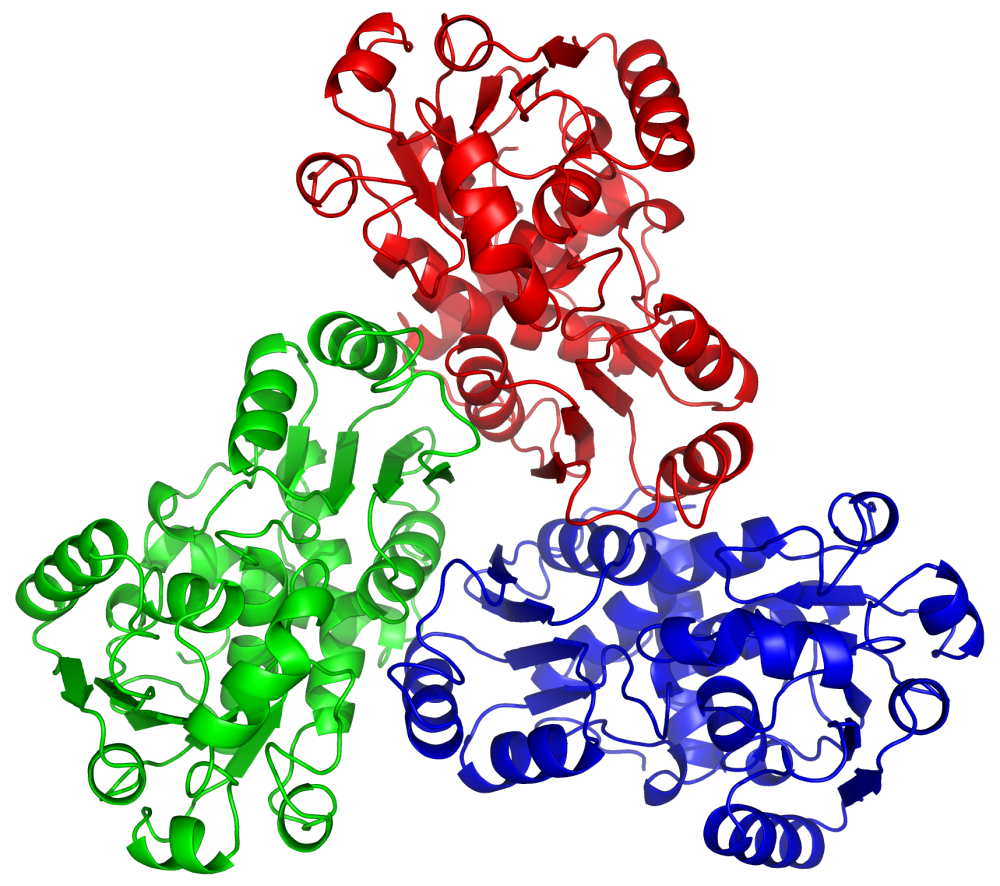
Trímero humano da OTC. Obtido em PDB 1OTH.

A Ornitina transcarbamilase (OTC) (também chamada de ornitina carbamoiltransferase) é uma enzima que catalisa a reação entre o carbamoil fosfato (CP) e a ornitina (Orn) para formar citrulina (Cit) e fosfato (Pi). Em plantas e microorganismos, a ornitina transcarbamilase está envolvida na biossíntese da arginina (Arg), que, nos mamíferos, é encontrada nas mitocôndrias e em parte do ciclo da ureia.
Quando o organismo humano, por questões genéticas, não produz esta enzima, ocorre a chamada deficiência da ornitina transcarbamilase.

## Função

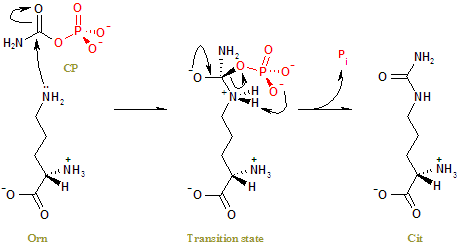
O mecanismo de ação da OTC.